# 工藤ノリコ
工藤 ノリコ（くどう ノリコ、1970年〈昭和45年〉3月10日 - ）は、日本の絵本作家、漫画家、エッセイスト。
代表作は、絵本の『ノラネコぐんだん』シリーズ（白泉社）で、シリーズ累計350万部を突破している（2024年11月時点）。そのほか、『ピヨピヨ』シリーズ（佼成出版社）、『ペンギンきょうだい』シリーズ（ブロンズ新社）。漫画の『ワンワンちゃん』シリーズなど。絵本・漫画の他に、童話やイラスト、エッセイ連載などマルチに活動している。

## 来歴
神奈川県横浜市青葉区生まれ、千葉県千葉市育ち。女子美術短期大学卒業。短大卒業後「東京ディズニーランド」で2年半美術の仕事に携わったが、絵本を作るために退職。出版社に持ち込みしたり、小学館が1994年に創刊した『おひさま』のコンテスト・おひさま大賞の最終選考に残った際に、フリーランスの絵本編集者・土井章史にのちのデビュー作（コバン）を推されている。
1999年3月刊行、『コバンツアーかぶしきがいしゃ』（偕成社、ISBN 4-03-204970-X）で絵本作家デビューする。本人は絵本の他にイラストやエッセイも手掛けている。沖縄書店大賞絵本部門準大賞受賞。
1995年から地元のプロ野球チームである千葉ロッテマリーンズを応援している。2025年には同球団とノラネコぐんだんのコラボレーショングッズが発売された。

### ノラネコぐんだん展
2019年には、絵本作家20周年を記念して「工藤ノリコ　絵本作家20周年記念　ノラネコぐんだん展」を開催。2019年4月17日、東京都中央区にある松屋銀座8階イベントスクエアでの開催を皮切りに、北海道札幌市や福岡県福岡市など全国を巡回。展覧会では、「ノラネコぐんだん　パンこうじょう」を含むシリーズの原画や、漫画「ワンワンちゃん」、読み物「ノラネコぐんだんと海の果ての怪物」の原画が飾られた。全国巡業では、述べ20万人が来場。2024年1月19日(金)〜2月12日(月・祝)で開催された大阪府大阪市の梅田ロフト4階イベントスペースにて展覧会は終了した。

## 作品一覧
- 1999年3月「コバンツアーかぶしきがいしゃ」
- 2000年1月「オラウーちゃん」
- 2001年3月「オラウーちゃんとまほうのやかた」
- 2001年12月「センシュちゃんとウオットちゃん おひさまのほん」
- 2003年12月「ピヨピヨ スーパーマーケット」
- 2004年6月「セミくんいよいよこんやです」
- 2007年4月「フローリアとおじさん」
- 2007年5月「ペンギンきょうだい れっしゃのたび」
- 2007年11月「ピヨピヨ メリークリスマス」
- 2008年4月「マルガリータと森のまもの すきっぷぶっくす」
- 2009年9月「Letters」
- 2009年10月「ピヨピヨ もりのゆうえんち」
- 2010年7月「マルガリータとまほうのドロップ すきっぷぶっくす 」
- 2012年1月「ピヨピヨ ハッピーバースデー」
- 2012年12月「ノラネコぐんだん パンこうじょう」
  - 2017年7月「ノラネコぐんだん パンこうじょう（2012年刊行の大型絵本判 / 第1弾）」
- 2014年4月「ノラネコぐんだん きしゃぽっぽ」
  - 2019年9月「ノラネコぐんだん きしゃぽっぽ（2014年刊行の大型絵本判 / 第2弾）」
- 2014年4月「ピヨピヨ はじめてのキャンプ」
- 2014年11月「ジャングルのおうさま」
- 2015年1月「ペンギンきょうだい バスのたび」
- 2015年3月「工藤ノリコのピヨピヨ絵本」（全5巻）
- 2015年11月「ノラネコぐんだん おすしやさん」
  - 2023年9月「ノラネコぐんだん おすしやさん（2015年刊行の大型絵本判 / 第3弾）」
- 2016年4月「ピヨピヨ おばあちゃんのうち」
- 2016年11月「ノラネコぐんだん そらをとぶ」
- 2016年11月「ノラネコぐんだん のりものGIFT BOX」
- 2017年4月「ノラネコぐんだん あいうえお」
- 2017年11月「ノラネコぐんだん アイスのくに」
- 2017年11月「ノラネコぐんだん かるた」
- 2018年4月「ノラネコぐんだんと海の果ての怪物」
- 2018年10月「ノラネコぐんだん はらぺこレシピ」
- 2018年10月「ノラネコぐんだん おばけのやま」
- 2019年4月「ノラネコぐんだんコミック」
- 2019年4月「ノラネコぐんだん ふねにのる Noraneko Gundan' s going on board!」
- 2019年11月「ノラネコぐんだん カレーライス」
- 2020年11月「ノラネコぐんだん おでかけシールブック」
- 2020年11月「ノラネコぐんだん ケーキをたべる」
- 2021年3月「ノラネコぐんだんと金色の魔法使い 」
- 2021年7月「ノラネコぐんだん いろいろさがしえブック」
- 2021年10月「こんやはどんなゆめをみる？」
- 2021年10月「増補改訂版 工藤ノリコBOOK」
- 2021年11月「ノラネコぐんだん はんたいことばカード」
- 2021年11月「ノラネコぐんだん ラーメンやさん」
- 2021年11月「ふゆってどんなところなの？」
- 2022年7月「ノラネコぐんだん おかしなさがしえブック」
- 2022年11月「ノラネコぐんだん うみのたび」
- 2022年11月「10周年限定特典付きノラネコぐんだん大図鑑」
- 2023年11月「ノラネコぐんだん ぺこぺこキャンプ」
  - 2023年11月「ノラネコぐんだん ぺこぺこキャンプ（ポーチ付き限定版）」
- 2024年11月「ノラネコぐんだん ピザをやく」
  - 2024年11月「ノラネコぐんだん ピザをやく（トート付き限定版）」